# 七尾縣
七尾縣（日语：〔〕／ Nanao-ken */?）是日本於1871年至1872年期間曾經設立的行政區劃，縣廳設於鹿島郡所口村小丸山（位於現在的七尾市馬出町地區）的小丸山城原址，其管轄範圍包括過去明治維新以前的能登國全部地區及越中國西部地區；於1872年遭到廢除，廢除後轄區分別被併入石川縣和新川縣。

## 歷史
1871年日本實施廢藩置縣，原屬加賀藩的地區改隸屬金澤縣；同年底日本進行第一次府縣整併時，將金澤縣位於能登國及越中國的射水郡的區域自金澤縣分出，設置七尾縣。
1872年10月27日，七尾縣遭到廢除，原屬能登國的區域被併入自金澤縣更名而成的石川縣，東南部原屬越中國的射水郡的地區則併入東側的新川縣。

## 歴任知事
| 職稱       | 姓名     | 上任日期       | 卸任日期       | 備註                       |
| ---------- | -------- | -------------- | -------------- | -------------------------- |
| 參事       | 三島為嗣 | 1871年12月31日 | 1872年10月27日 | 前大藏省官員、原長崎縣士族 |
| 權令       | 中島錫胤 | 1872年10月27日 | 1872年12月18日 | 前飾磨縣權令、原德島藩藩士 |
| 參考資料： |          |                |                |                            |